# Amouli
Amouli – wieś w Samoa Amerykańskim (Dystrykt Wschodni); na wyspie Tutuila; 920 mieszkańców (2010).